# Baibars II
Não deve ser confundido com seu homônimo mais famoso, Baibars al-Bunduqdari
Baibars al-Jashnakir (em árabe: بيبرس الجاشنكير), mais conhecido como Baibars II foi o 12º sultão mameluco do Egito da dinastia Bahri (22º no total) e governou por um breve período entre 1308 e 1309.

## História
Baibars II era de origem circassiana e um mameluco do sultão Qalawun, servindo na corte de seus filhos Axerafe Calil e Anácer Maomé. Ele se tornou um emir e, posteriormente, um jashnakir. Durante o segundo reinado de al-Nasir, entre 1299 e 1309, ele foi o vice-sultão do Egito. Em 1302, ele participou da repressão à revolta no Alto Egito e, em 1303, foi o comandante do exército egípcio que derrotou os mongóis liderados por Qutlugh-Shah na Batalha de Sahqhab.

## Ascensão ao poder e queda
Com o emir Ceifadim Salar, Baibars dominava completamente o jovem sultão Anácer Maomé que, sentindo-se pressionado, se mudou para Caraque e renunciou em 1309. Baibars al-Jashnakir se tornou o sultão quando a posição lhe foi imposta pelo emir Sayf al-Din Salar e pelos mamelucos búrjidas.
O seu breve reinado (dez meses e vinte e quatro dias) foi marcado por incertezas econômicas e políticas e também por ameaças cruzadas e mongóis. A população empobrecida estava sempre em revolta pelas ruas do Cairo, chamando-o de Rakin ("inútil") ao invés de Rukn ("principal") e exigindo o retorno do sultão al-Nasir ao Egito. Em 1309, Baibars al-Jashnakir renunciou e fugiu com seus mamelucos de uma multidão furiosa. O sultão Anácer Maomé voltou ao Egito e Baibars II foi preso e executado.